# Picco Samuel
Il Picco Samuel è una cima ghiacciata delle Alture di Vidin sulla Penisola Varna, nelle Isole Shetland Meridionali, Antartide.

## Oronimia
Il Comitato britannico per i toponimi antartici gli diede il nome nel 1958 in onore della fochiera americana Samuel che operò nelle acque intorno alle Isole Shetland Meridionali tra il 1820 e il 1821.

## Posizione
Si trova a 62°32′30″S 60°07′51″W, circa 4,78 km a nord-est del Colle Leslie, 1,9 km a sud-est del Picco Mizia, 5,7 km a ovest del Colle Edimburgo and 6,76km a nord-est del Picco Melnik.